# Хэланьшань

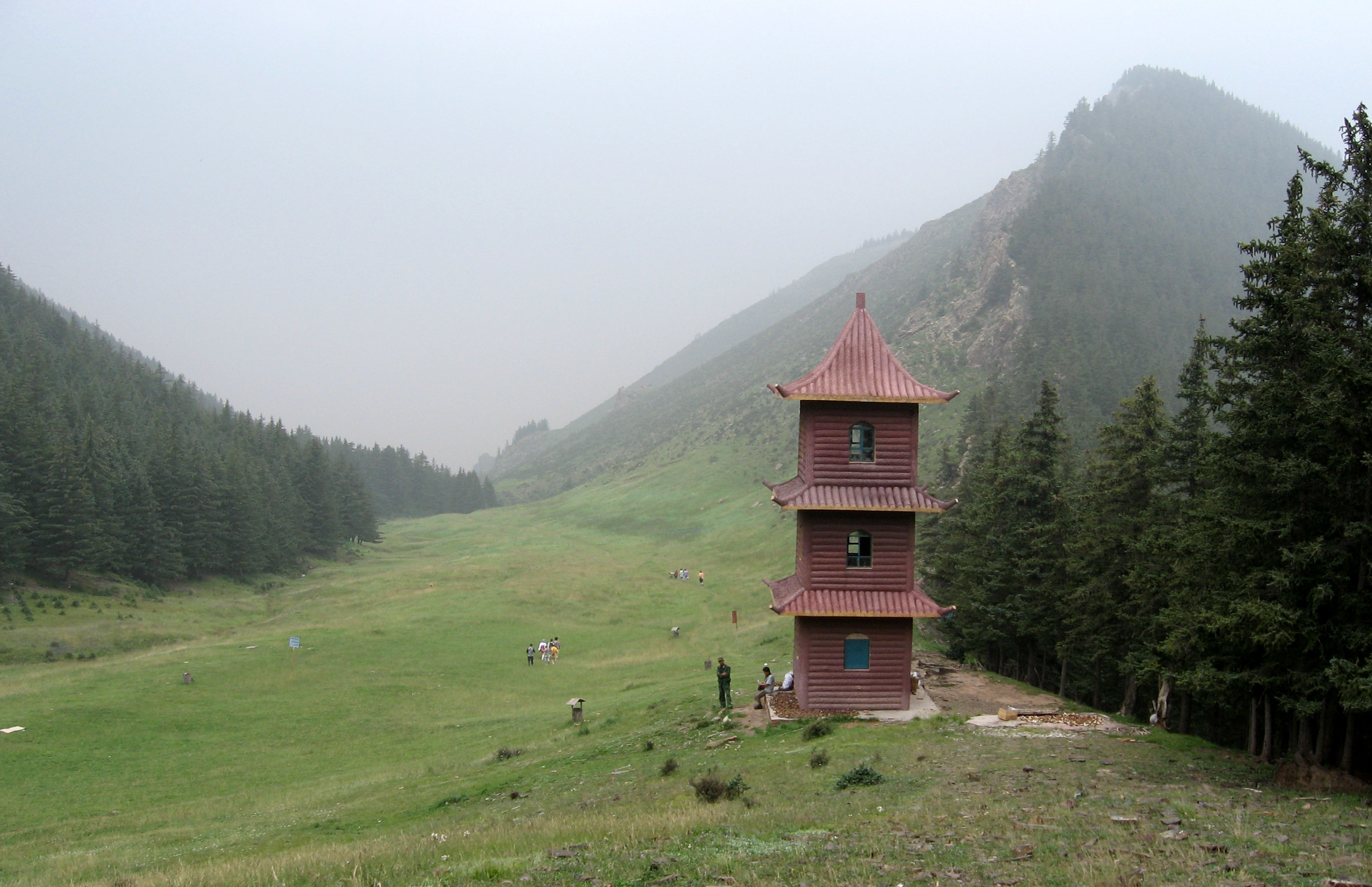
Леса и луга в верхней части

Алаша́нь, также Хэланьшань или Цзяланьшань (кит. трад. 賀蘭山, упр. 贺兰山, пиньинь Hèlán Shān, монг. Алаша уулын) — горный хребет на севере центральной части Китайской Народной Республики, на границе Внутренней Монголии и Нинся.
Площадь составляет примерно 673 400 км², длина — 180 км с севера на юг, а ширина — 15—50 км. Средняя высота — 2 км над уровнем моря, высота самой высокой вершины — 3556 м над уровнем моря.
На возвышенных участках есть леса и луга. К числу представителей богатого животного мира горной территории относятся дикие ослы, антилопы, леопарды, бурые медведи и некоторые рептилии и млекопитающие.